# ウィリアム・ヘンリー・ハーヴィー

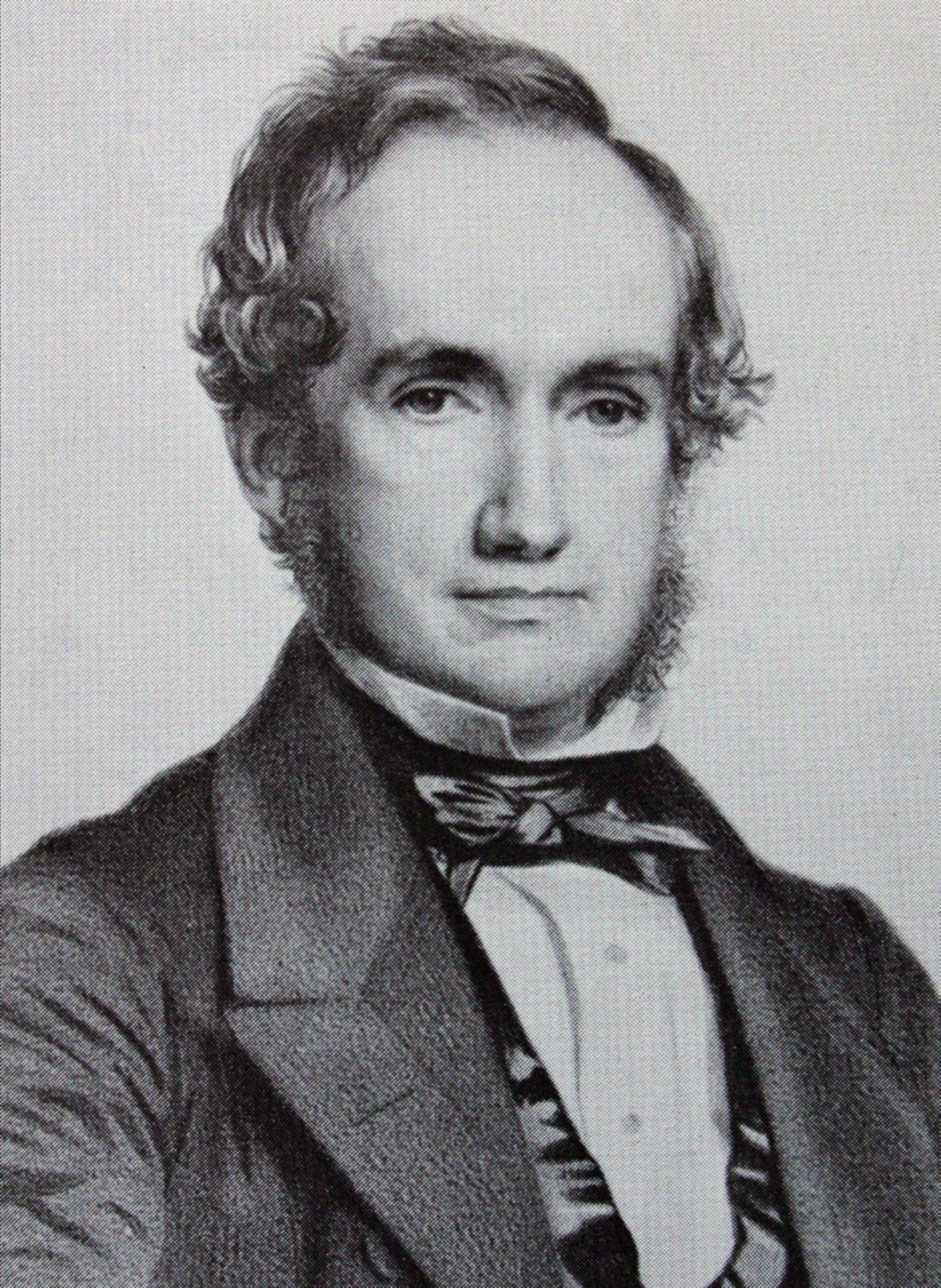
ウィリアム・ヘンリー・ハーヴィー

ウィリアム・ヘンリー・ハーヴィー（William Henry Harvey、1811年2月5日 - 1866年5月15日）は、アイルランドの植物学者である。藻類の研究で知られる。

## 生涯
リムリック近くのサマヴィルで生まれた。父親はクウェーカー教徒の裕福な商人であった。地元で教育を受け、家業につくが、15歳までに藻類への興味を示した。1831年にKillarneyでコケの新種、Hookeria laetevirensを発見したことから、グラスゴー大学の植物学教授、ウィリアム・ジャクソン・フッカーと知り合い、生涯、親しい友人となった。フッカーの著書、『イギリスの植物』（"British Flora" (1833)）や『ビーチー船長の航海の植物学』（"The Botany of Captain Beechy's Voyage"）の藻類の章の執筆に協力した。1835年に、兄弟のジョセフと南アフリカに渡り、植民地管理の仕事を行いジョセフの死後も1842年まで南アフリカに留まった。この間に収集した標本をもとにオットー・ゾンダー（Otto Wilhelm Sonder）ともに『ケープ植物誌』（"Flora Capensis"）を執筆するが、出版されたのはハーヴィーの没後である。1844年からトリニティ・カレッジで教えはじめ、その後教授となった。1854年から1856年の間、セイロン、オーストラリア、タスマニアなどへの調査旅行を行った。1857年にロンドン・リンネ協会の会員、1858年に王立協会のフェローに選ばれた。ゴマノハグサ科の属名Harveyaに献名されている。

## 著書の図版

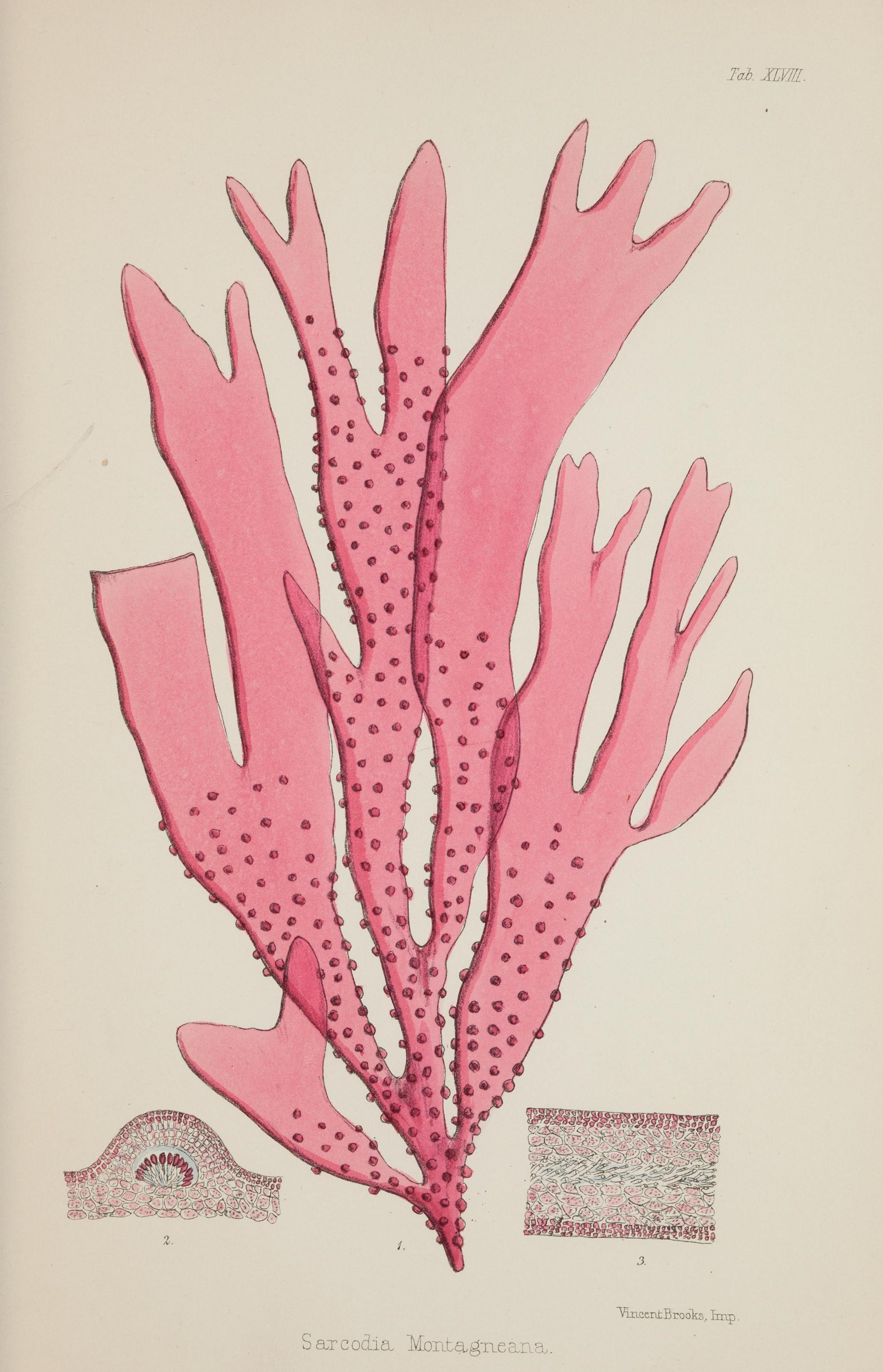
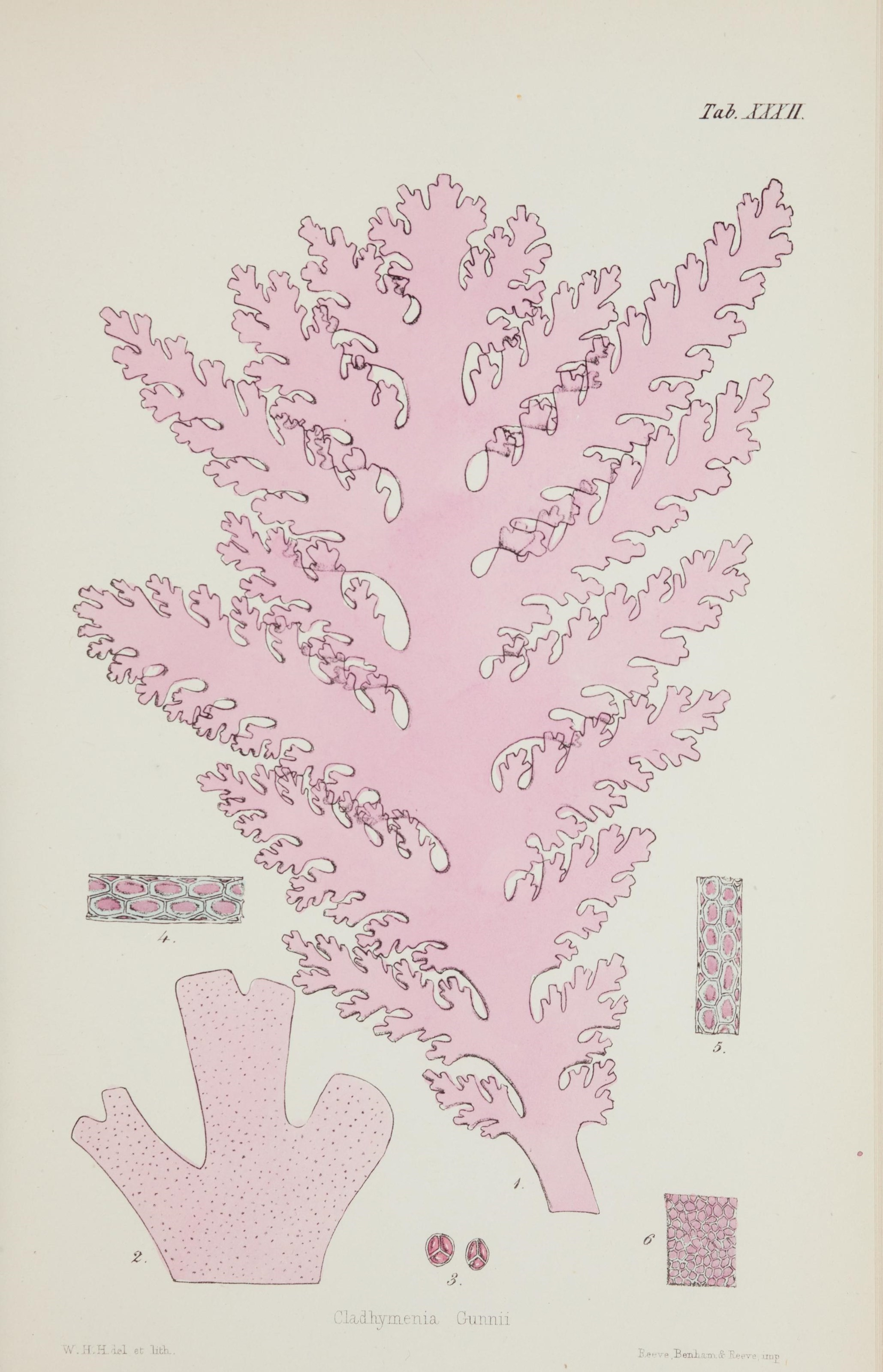
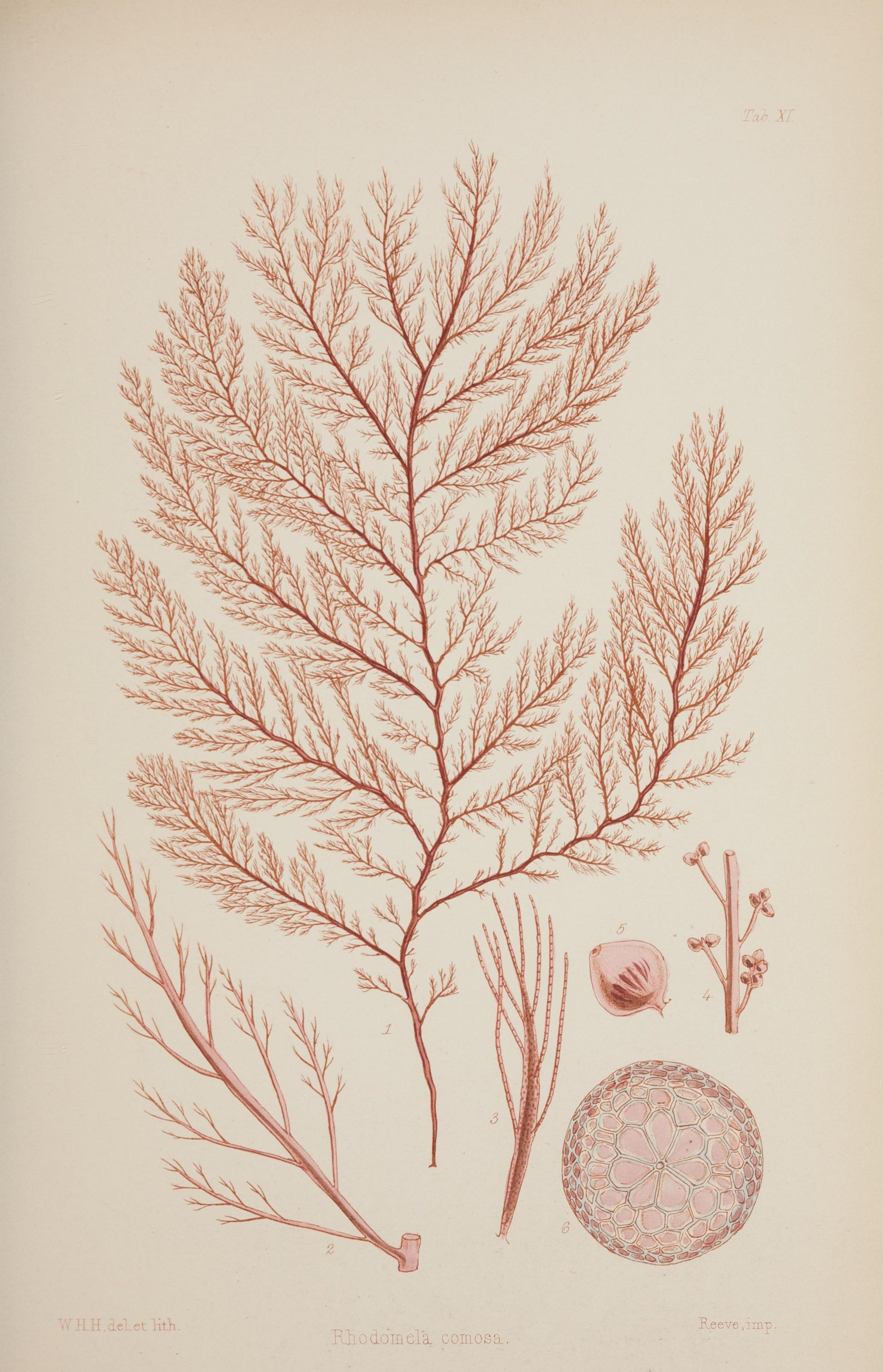
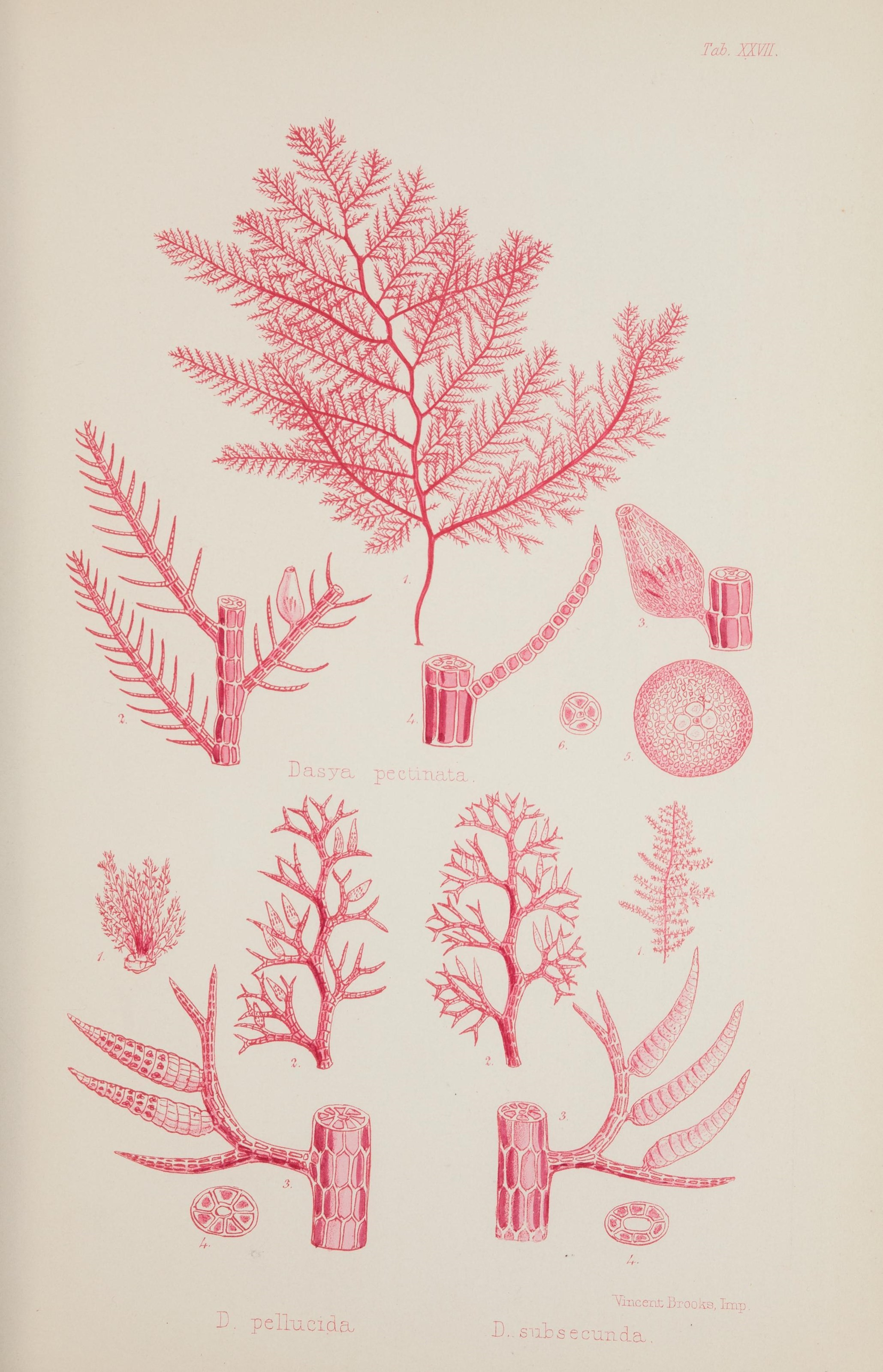
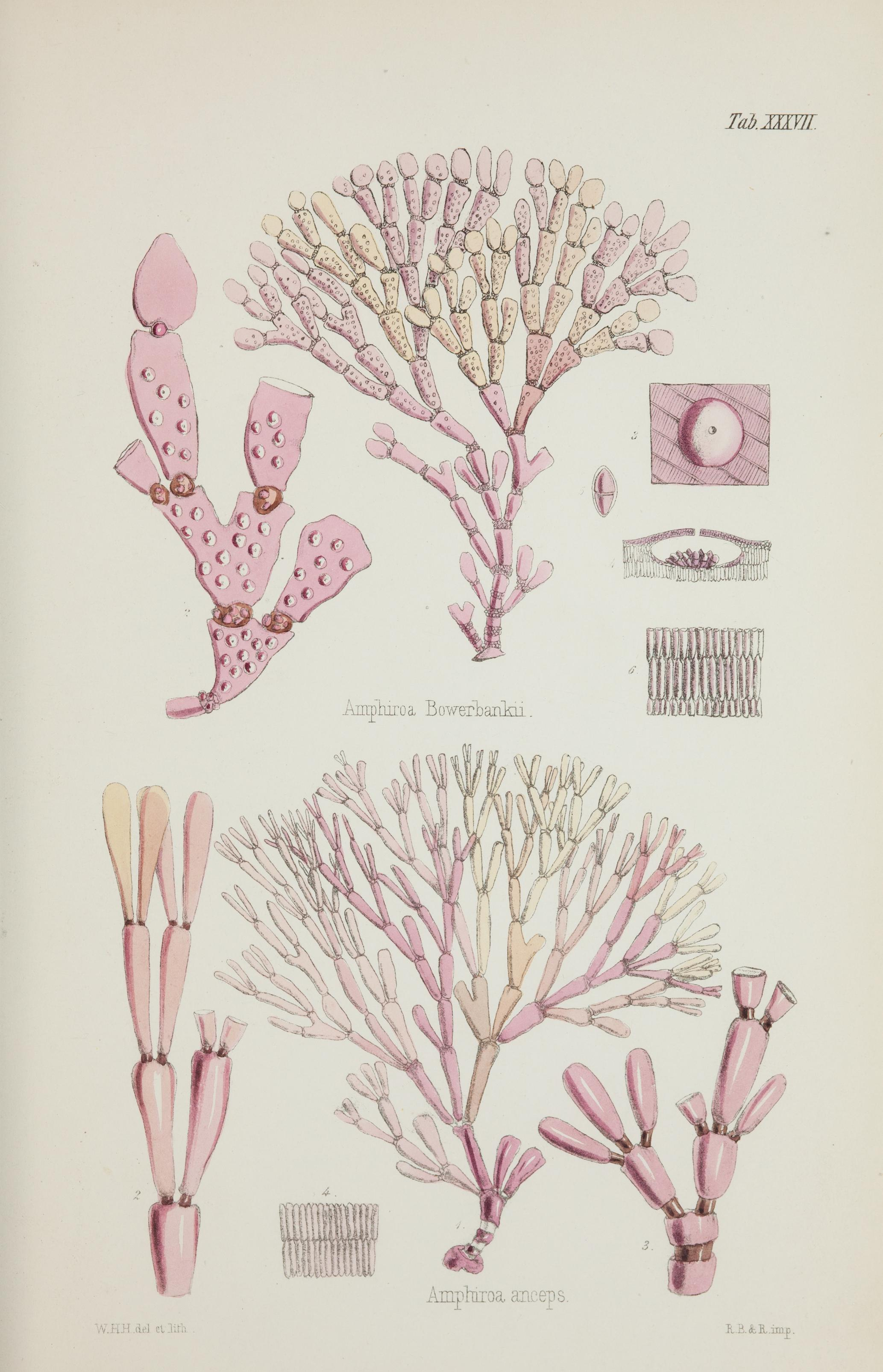

## 著書
- Genera of South African Plants, (1838)
- Manual of British Algae, (1841)
- Phycologia Britannica (cuatro vols.), (1846,1851)
- Nereis Australis, (1847)
- Sea-side Book, (1849), 4ª ed. (1857)
- Nereis Boreali-Americana (1851,1858)
- Phycologica Australica  (1858,1863)
- Thesaurus Capensis (1859-1863)
- Index Generum Algarum, (1860)Otto Wilhelm Sonderと共著
- Flora Capsensis (1859,1865)